# Anna Lapini
Anna Maria Fiorelli Lapini, conosciuta come Anna Lapini (Firenze, 27 maggio 1809 – Firenze, 15 aprile 1860), è stata una religiosa italiana, fondatrice della congregazione delle Povere Figlie delle Sacre Stimmate di San Francesco d'Assisi. La sua causa di beatificazione è stata introdotta il 23 gennaio 1918.

## Biografia
Anna Maria nasce a Firenze nel popolare quartiere di Santa Croce da una famiglia di modeste origini. Il padre (Giuseppe Fiorelli) è un barbiere e la madre (Rosalinda Pecorai) una cucitrice. Quinta di undici figli, non potendo entrare in un istituto religioso a causa della povertà della famiglia, sposa il 18 febbraio 1833 il compagno d'infanzia Giovanni Lapini che morirà nel 1842 lasciandola vedova a 35 anni.
Dopo la morte del marito Anna Maria si trasferisce nel popolare quartiere di San Niccolò vivendo in povertà ed aiutando gli umili ed i sofferenti. Nel 1844 inizia la sua attività di insegnamento rivolta alle bambine povere di Firenze in tre stanze appartenenti alla famiglia Ducci subito fuori Porta San Miniato. L'attività didattica di Anna riscuote molto successo tra gli abitanti più poveri del quartiere tanto che l'anno successivo, il 1845, si trasferisce in una casa più ampia, Casa Ciolli detta anche Casa del Crocifisso.
Nel 1846 Anna, insieme a sei compagne, trova alloggio nella villa Fantina, datale in affitto dagli scolopi (e poi nel 1873 donata all'istituto da Mons. Vincenzo Rosselli Del Turco ), dove apre una scuola per educare le bambine povere e disagiate. È proprio nella cappella della villa che Anna, il 17 maggio 1846, veste il saio del Terzo Ordine di San Francesco assumendo il nome di Suor Anna.
Il 18 maggio 1850, alla vigilia della Pentecoste, fonda l'istituto delle Povere Figlie delle Sacre Stimmate di San Francesco d'Assisi, chiamate poi da tutti i fiorentini "Stimmatine", nome - quest'ultimo - rimasto in uso tutt'oggi. L'istituto viene approvato dal Vaticano il 23 luglio 1855 in via provvisoria e in via definitiva il 19 settembre 1888. Nel 1855 Suor Anna professa ufficialmente i voti religiosi.
Gravemente malata di cancro, muore il 15 aprile 1860 durante il ritiro nell'istituto del Portico al Galluzzo, detto anche di Santa Maria della Neve. Il Portico per molti decenni è la Casa Generalizia dell'ordine (oggi trasferita a Roma), ed ospita anche una sezione di stretta clausura ed un ricovero per suore anziane e ammalate.

## Attività educativa
Lo scopo iniziale di Anna Lapini è quello di fornire un'istruzione cristiana alle giovani orfane e alle bambine provenienti dalle famiglie disagiate. Grazie anche a don Pietro Montelatici, parroco della chiesa di San Leonardo, Anna fa di questo intento la sua missione principale.
Dalle sei bambine che Anna educa in Casa Ciolli si passa rapidamente alle oltre 90 che le Stimmatine accolgono alla Fantina. L'Istituto inizia ad organizzarsi: con l'aiuto del francescano Andrea da Quarata e il sostegno dei Padri Scolopi. Anna e le sue compagne aprono altre sedi: nel 1853 le suore Stimmatine curano dieci istituti che accolgono oltre 1200 bambine.
Intorno ai primi anni del Novecento alla Fantina apre uno studentato il cui scopo è quello di formare le religiose che desiderano entrare nella congregazione. L'attività didattica ed educativa prosegue: a maggio del 1953, quando l'ordine è sotto la guida della  Madre Generale suor Bernardina Banchelli (1887-1956), che aveva speso tutta la vita all'educazione delle fanciulle, arriva il primo riconoscimento ufficiale dell'Istituto Magistrale, poi quello della Scuola Media e nel 1957 quello della Scuola Elementare. Nel 1985 si conclude l'esperienza dell'Istituto Magistrale e si avvia quella della Scuola Materna.
Attualmente l'opera educativa delle Suore Stimmatine, attraverso la creazione di scuole ed istituti, è diffusa  - oltreché in Italia - in tutto il mondo.